# Герб Спировского района
Герб муниципального образования «Спи́ровский район» Тверской области Российской Федерации.
Герб утверждён Решением № 179 Собрания депутатов Спировского района Тверской области 20 апреля 2000 года.
Герб внесён в Государственный геральдический регистр Российской Федерации под регистрационным номером 711.

## Описание герба
«Щит повышенно ельчато пересечён червленью (красным) и зеленью; в червлении серебряный лук; в зелени серебряная каменная печь (в виде башни без зубцов со сквозными воротами) с выходящим сверху огнём, внутри червлёным, снаружи серебряным».

## Обоснование символики
Лук — символ власти, силы, ловкости, главное оружие карел и славян — указывает на исторические корни этих народов, их совместную готовность к защите родной земли.
Красный цвет — символ мужества и храбрости.
Серебряная каменная печь говорит о наличии в Спирове крупнейшего предприятия по производству стеклянной тары и об истории стеклоделательного производства.
Ельчатое пересечение шита является характерным для гербов латвийского, шведского, норвежского, финского, карельского этносов и символизирует богатство лесной природы.
Автор герба: Владимир Лавренов